# Benyovszky Rudolf (politikus)
Benyói és urbanói gróf Benyovszky Rudolf /helyenként Rezső névvel is előfordul/ (Tengelic, 1874. január 28. – Budapest, 1954. február 1.) okleveles mezőgazdász, dzsidás főhadnagy, politikus.

## Élete
A benyói és urbanói gróf Benyovszky család sarja. Benyovszky Béla (1842-1878) gróf és tengeliczi Gindly Mária (1845-1918) elsőszülött gyermeke, a Tolna vármegyei Tengelicen, édesanyja családjának birtokán született. A középiskolát a fővárosban végezte, majd a hohenheimi mezőgazdasági akadémiára járt, ahol oklevelet is szerzett. 1895-ben átvette szülei nagy kiterjedésű birtokainak kezelését, ezt követően tengelici birtokán élt és gazdálkodott. Belépett a katonasághoz, ahol a 7. számú dzsidás-ezred főhadnagyi rangjáig vitte. Grófi címével egyetemben a főrendiház örökös tagja is volt, de 1903-ban Pichler Győző halála miatt tartott időközi választások utána a képviselőháznak is tagja lett. 1905-ben újra képviselővé választották függetlenségi programmal a kölesdi kerületben. A parlamentben a progresszív adó bevezetését és a választójog kiterjesztését sürgette. Birtokai nagyságát talán az is kifejezheti, hogy 1904-ben Tolna vármegye négy legnagyobb adófizetője közé tartozott.

## Családja
1897-ben nősült először, ekkor alapi Salamon Zsófiát (1877–1953) vette el. 5 gyermekük is született, de egyikük sem érte meg a felnőttkort. Neje halála után, 1954-ben mádszor is megházasodott, Lantos Erzsébetet vette feleségül.